# José Luis Garzón Muñoz
José Luis Garzón Muñoz (Sabadell, 22 d'agost de 1974) és un futbolista català, que ocupa plaça de davanter.

## Trajectòria esportiva
Es va formar a les files del CE Sabadell. Amb el club vallesà va debutar en Segona la temporada 92/93. En Segona B, Garzón va signar unes bones temporades i va cridar l'atenció de l'Albacete Balompié, qui el va fer jugar en Primera a la campanya 95/96, però tan sols apareix un partit. Eixa mateixa temporada l'acaba a les files de l'Hèrcules CF, on tampoc hi contaria massa. Posteriorment, la carrera de Garzón s'ha decantat per equips de Segona B i Tercera: Cartagonova, San Fernando, Onda, Moralo, Tomelloso, Jerez Industrial, Castelldefels o Blanes.
El seu pare José Luis Garzón Fito també fou futbolista del Sabadell, així com del Sevilla FC.